# Lan Lixin
Lan Lixin (chinesisch 蘭 麗新 / 兰 丽新, Pinyin Lán Lìxīn; * 14. Februar 1979) ist eine ehemalige chinesische Mittel- und Langstreckenläuferin.
Die junge Läuferin wurde vom umstrittenen Trainer Ma Junren betreut, als sie bei den chinesischen Nationalspielen 1997 in Shanghai für Furore sorgte.
Im Finale über 1500 m lief sie als Vierte mit 3:55,01 min eine Zeit, die seitdem nicht mehr unterboten wurde, und belegt damit Platz 8 der Ewigen Weltrangliste (Stand: 2010). Einen Tag später wurde sie Zweite über 10.000 m in 30:39,41 min, und nach weiteren zwei Tagen lief sie über 5000 m als Zweite der Vorrunde 14:45,33 min.
Im Jahr darauf stellte sie am 28. Februar in Peking als fünfte Läuferin der chinesischen Staffel zusammen mit Jiang Bo, Dong Yanmei, Zhao Fengting, Ma Zaijie und Lin  Na mit 2:11:41 h den aktuellen Weltrekord in der Marathonstaffel auf. Bei den Leichtathletik-Juniorenweltmeisterschaften in Annecy gewann sie Gold über 1500 m und wurde Vierte über 3000 m.
2000 gehörte sie zu den Athletinnen aus Mas Kader, die nach einem auffälligen Bluttest aus dem chinesischen Aufgebot für die Olympischen Spiele in Sydney entfernt wurden.
Im Jahr darauf schied sie bei den Leichtathletik-Hallenweltmeisterschaften in Lissabon über 1500 m im Vorlauf aus. Bei den Leichtathletik-Weltmeisterschaften in Edmonton erreichte sie über dieselbe Distanz das Halbfinale.

## Persönliche Bestzeiten
- 1500 m: 3:53,97 min, 18. Oktober 1997, Shanghai
  - Halle: 4:14,64 min, 10. März 2001, Lissabon
- 3000 m: 8:39,67 min, 28. Juni 2000, Athen
  - Halle: 9:06,20 min, 22. Februar 2000, Peking
- 5000 m: 14:45,33 min, 21. Oktober 1997, Shanghai
- 10.000 m: 30:39,41 min, 19. Oktober 1997, Shanghai